# 秦岭鼠兔
秦岭鼠兔（学名：Ochotona huangensis）为鼠兔科鼠兔属的哺乳动物，是中国的特有物种。分布于陕西、青海等地。该物种的模式产地在陕西秦岭山地。

## 亚种
- 秦岭鼠兔指名亚种（学名：Ochotona huangensis huangensis）。在中国大陆，分布于陕西等地。该物种的模式产地在陕西秦岭。[3]
- 秦岭鼠兔循化亚种（学名：Ochotona huangensis xunhuaensis）。在中国大陆，分布于青海等地。该物种的模式产地在青海循化。[4]